# James Stopford, VI conte di Courtown
James Walter Milles Stopford, VI conte di Courtown (Londra, 3 marzo 1853 – Londra, 18 luglio 1933), è stato un nobile irlandese.

## Biografia
Era il figlio di James Stopford, V conte di Courtown, e di sua moglie, Elizabeth Frances Milles. Frequentò l'Eton College.

### Carriera
Ricoprì la carica di Sheriff of County Wexford nel 1877 e Sheriff of County Carlow nel 1878. Fu aiutante di campo del Lord Luogotenente d'Irlanda, il conte di Carnarvon. Fu Custos rotulorum di County Wexford (27 luglio 1901).
Successe al padre il 28 novembre 1914.

## Matrimoni

### Primo Matrimonio
Sposò, il 27 aprile 1876 a Londra, Catherine Elizabeth Neville (8 agosto 1855-12 agosto 1884), figlia di Richard Neville, IV barone Braybrooke. Ebbero quattro figli:
- James Stopford, VII conte di Courtown (16 settembre 1877-25 gennaio 1957);
- Arthur Stopford (29 aprile 1879-25 marzo 1955), sposò Mary Augusta Grace Chester-Master, ebbero due figli;
- Lady Sybil Stopford (25 aprile 1882-31 marzo 1946), sposò Colin Laurence, non ebbero figli;
- Guy Stopford (3 agosto 1884-10 giugno 1954), sposò Rosalinde Cecil Townley, non ebbero figli.

### Secondo Matrimonio
Sposò, il 25 settembre 1886 a Londra, Gertrude Mills (?-15 marzo 1934), figlia di Charles Mills. Ebbero cinque figli:
- Lady Eileen Stopford (11 ottobre 1887-11 agosto 1978), sposò Montagu Duberly, ebbero un figlio;
- Lady Alma Stopford (24 gennaio 1889-?), sposò Geoffrey Hoare, ebbero tre figli;
- Lady Edith Mary Stopford (31 ottobre 1890-?), sposò Walter Brooke, non ebbero figli;
- Charles William Stopford (1 agosto 1892-?);
- Lady Marjorie Gertrude Stopford (14 agosto 1904-27 ottobre 1996).

## Morte
Morì il 18 luglio 1933, all'età di 80 anni, nella sua residenza di Londra. Fu sepolto nel Cimitero di Westminster.

## Ascendenza
|                                         |                                           |                                                 | Genitori                                      |  |  | Nonni |  |  | Bisnonni                                 |  |  | Trisnonni                                |  |
|                                         |                                           |                                                 |                                               |  |  |       |  |  | 8. James Stopford, III conte di Courtown |  |  | 16. James Stopford, II conte di Courtown |  |
|                                         |                                           |                                                 |                                               |  |  |       |  |  | 8. James Stopford, III conte di Courtown |  |  | 16. James Stopford, II conte di Courtown |  |
|                                         |                                           | 17. Mary Powys                                  |                                               |  |  |       |  |  | 8. James Stopford, III conte di Courtown |  |  |                                          |  |
| 4. James Stopford, IV conte di Courtown |                                           |                                                 |                                               |  |  |       |  |  | 8. James Stopford, III conte di Courtown |  |  |                                          |  |
|                                         |                                           | 9. lady Mary Scott                              | 18. Henry Scott, III duca di Buccleuch        |  |  |       |  |  |                                          |  |  |                                          |  |
|                                         |                                           | 9. lady Mary Scott                              | 18. Henry Scott, III duca di Buccleuch        |  |  |       |  |  |                                          |  |  |                                          |  |
|                                         |                                           | 9. lady Mary Scott                              | 19. lady Elizabeth Montagu                    |  |  |       |  |  |                                          |  |  |                                          |  |
| 2. James Stopford, V conte di Courtown  |                                           | 9. lady Mary Scott                              |                                               |  |  |       |  |  |                                          |  |  |                                          |  |
|                                         |                                           | 10. Charles Montagu-Scott, IV duca di Buccleuch | 20. Henry Scott, III duca di Buccleuch (= 18) |  |  |       |  |  |                                          |  |  |                                          |  |
|                                         |                                           | 10. Charles Montagu-Scott, IV duca di Buccleuch | 20. Henry Scott, III duca di Buccleuch (= 18) |  |  |       |  |  |                                          |  |  |                                          |  |
|                                         |                                           | 10. Charles Montagu-Scott, IV duca di Buccleuch | 21. lady Elizabeth Montagu (= 19)             |  |  |       |  |  |                                          |  |  |                                          |  |
| 5. lady Charlotte Albina Montagu-Scott  |                                           | 10. Charles Montagu-Scott, IV duca di Buccleuch |                                               |  |  |       |  |  |                                          |  |  |                                          |  |
|                                         |                                           | 11. Harriet Katherine Townshend                 | 22. Thomas Townshend, I visconte Sydney       |  |  |       |  |  |                                          |  |  |                                          |  |
|                                         |                                           | 11. Harriet Katherine Townshend                 | 22. Thomas Townshend, I visconte Sydney       |  |  |       |  |  |                                          |  |  |                                          |  |
|                                         |                                           | 11. Harriet Katherine Townshend                 | 23. Elizabeth Powys                           |  |  |       |  |  |                                          |  |  |                                          |  |
| 1. James Stopford, VI conte di Courtown |                                           | 11. Harriet Katherine Townshend                 |                                               |  |  |       |  |  |                                          |  |  |                                          |  |
|                                         | 12. Lewis Thomas Watson, II barone Sondes | 24. Lewis Watson, I barone Sondes               |                                               |  |  |       |  |  |                                          |  |  |                                          |  |
|                                         | 12. Lewis Thomas Watson, II barone Sondes | 24. Lewis Watson, I barone Sondes               |                                               |  |  |       |  |  |                                          |  |  |                                          |  |
|                                         | 12. Lewis Thomas Watson, II barone Sondes | 25. Grace Pelham                                |                                               |  |  |       |  |  |                                          |  |  |                                          |  |
| 6. George Milles, IV barone Sondes      | 12. Lewis Thomas Watson, II barone Sondes |                                                 |                                               |  |  |       |  |  |                                          |  |  |                                          |  |
|                                         |                                           | 13. Mary Elizabeth Milles                       | 26. Richard Milles                            |  |  |       |  |  |                                          |  |  |                                          |  |
|                                         |                                           | 13. Mary Elizabeth Milles                       | 26. Richard Milles                            |  |  |       |  |  |                                          |  |  |                                          |  |
|                                         |                                           | 13. Mary Elizabeth Milles                       | 27. Mary Elizabeth Tanner                     |  |  |       |  |  |                                          |  |  |                                          |  |
| 3. Elizabeth Frances Milles             |                                           | 13. Mary Elizabeth Milles                       |                                               |  |  |       |  |  |                                          |  |  |                                          |  |
|                                         |                                           | 14. sir Edward Knatchbull, VIII baronetto       | 28. sir Edward Knatchbull, VII baronetto      |  |  |       |  |  |                                          |  |  |                                          |  |
|                                         |                                           | 14. sir Edward Knatchbull, VIII baronetto       | 28. sir Edward Knatchbull, VII baronetto      |  |  |       |  |  |                                          |  |  |                                          |  |
|                                         |                                           | 14. sir Edward Knatchbull, VIII baronetto       | 29. Grace Legge                               |  |  |       |  |  |                                          |  |  |                                          |  |
| 7. Eleanor Knatchbull                   |                                           | 14. sir Edward Knatchbull, VIII baronetto       |                                               |  |  |       |  |  |                                          |  |  |                                          |  |
|                                         |                                           | 15. Mary Hawkins                                | 30. Thomas Hawkins                            |  |  |       |  |  |                                          |  |  |                                          |  |
|                                         |                                           | 15. Mary Hawkins                                | 30. Thomas Hawkins                            |  |  |       |  |  |                                          |  |  |                                          |  |
|                                         |                                           | 15. Mary Hawkins                                | 31. Mary Theresa Bradshaw                     |  |  |       |  |  |                                          |  |  |                                          |  |
|                                         |                                           | 15. Mary Hawkins                                |                                               |  |  |       |  |  |                                          |  |  |                                          |  |